# ضعيفة بنت هاشم
ضعيفة بنت هاشم بن عبد مناف الهاشمية القرشية، هي بنت هاشم بن عبد مناف، وأخت عبد المطلب وأسد، وكانت ضعيفة عند عبد مناف بن زهرة بن كلاب فولدت له عبد يغوث وعبيد يغوث.
وقالت ضعيفة بنت هاشم ترثي أخاها عبد المطلب عند وفاته: